# Janel Moloney
Pour les articles homonymes, voir Janelle et Moloney.
Janel Moloney est une actrice américaine, née le 3 octobre 1969 à Woodlands Hills, Los Angeles en Californie. 

## Biographie
Elle est principalement connue pour son interprétation de Donna Moss dans la série télévisée À la Maison-Blanche, ainsi que pour son rôle récurrent dans six épisodes de Brotherhood. De 2014 à 2017, elle a joué dans le drame acclamé de HBO, The Leftovers.

## Filmographie

### Cinéma
- 1993 : Une épouse trop parfaite : Alice Keller
- 1995 : Safe : La coiffeuse
- 1995 : Wild Bill : Earlene
- 1997 : L'Amour de ma vie (Til There Was You) : Beebee à 25 ans
- 1998 : L'Enjeu (Desperate Measures) : Sarah Davis
- 1998 : The Souler Opposite : Thea Douglas
- 2002 : Bang bang t'es mort (Bang Bang You're Dead) : Ellie Milford
- 2005 : Just Pray : Cheryl Lawson
- 2010 : Armless : Anna
- 2013 : Concussion : Pru
- 2017 : L'Échappée belle : Jane

### Télévision
- 1991 : ...And Then She Was Gone (Téléfilm) : Mary
- 1992 : Double Edge (Téléfilm) : Jen
- 1993 : Brisco County (The Adventures of Brisco County) (série télévisée) : Mary Sims
- 1993 : Bakersfield P.D. (série télévisée) : Sarah
- 1995 : Urgences (ER) (série télévisée) : Mme Nancy Larson
- 1995 : Arabesque (Murder She Wrote) (série télévisée) : Maria Corbin
- 1996 : High Incident (série télévisée) : Bridesmaid McManus
- 1998 : Sports Night (série télévisée) : Monica Brazelton
- 1998 - 2006 : À la Maison-Blanche (The West Wing) (série télévisée) : Donna Moss
- 2005 : Amber : Témoin à charge (Amber Frey: Witness for the Prosecution) (Téléfilm) : Amber Frey
- 2007 : Brotherhood (série télévisée) : Dana Chase
- 2008 : Dr House (série télévisée) : Maggie
- 2008 : Puppy Love (série télévisée) : Allegra
- 2008 : 30 Rock (série télévisée) : Jessica Speyer
- 2009 : Life on Mars (série télévisée) : Pat Olsen
- 2009 : Captain Cook's Extraordinary Atlas (Téléfilm) : Marion Malloy
- 2009 : New York, section criminelle (Law & Order) (série télévisée) (saison 8, épisode 5) : Allison Wyle
- 2013 : The Good wife (série télévisée) : Kathy
- 2014 : The Leftovers (série télévisée) : Mary Jamison
- 2015 : Alpha House (série télévisée) : Sénateur Peg Stanchion
- 2017 : American Crime (série télévisée) : Raelyn (5 épisodes)
- 2018 : New York, unité spéciale (saison 19, épisode 16) : Dr. Lorraine Franchella
- 2019 : The Affair (série télévisée) : Ariel Hoffman
- 2020 : The Undoing (série télévisée) : Sally Maybury
- 2022 : New York, crime organisé (saison 3, épisodes 3, 5, 6, 8 et 9) : inspecteur Lillian Goldfarb